# Города России с населением более 500 тысяч человек
Города России с населением более 500 тысяч человек являются важнейшими местами сосредоточения и притяжения трудовых, промышленных, культурных, экономических ресурсов и центрами социально-экономического развития как для своего региона, так и для макрорегиона, а некоторые из них (Москва и Санкт-Петербург) — и для всей России и стран СНГ. Их значимость в этом качестве зависит не только от числа жителей, но и от ряда других факторов, важнейшими из которых являются уровень доходов населения, накопленный экономический, промышленный и культурный потенциал, а также специфика соседних регионов, для которых такие города являются центрами транспорта, высшего образования, торговли, логистики и культуры.
По состоянию на 1 января 2024 года по данным Росстата всего на территории России насчитывалось 36 городов (включая аннексированный Севастополь) с населением более 500 тысяч. Общая численность жителей этих городов составляет ≈ 48 млн человек — ≈ 33 % от общей численности населения России. В 16 городах-миллионерах проживает 36 млн человек — ≈ 24 % от общей численности населения России.

## Список городов
Данные в таблице приведены по:
- 1897 — переписи на 10 февраля[1]
- 1926 — переписи на 17 декабря[1]
- 1939 — переписи на 17 января[1]
- 1959 — переписи на 15 января[1]
- 1970 — переписи на 15 января[1]
- 1979 — переписи на 17 января[1]
- 1989 — переписи на 12 января[1]
- 2002 — переписи на 9 октября[1]
- 2010 — переписи на 14 октября[2]
- 2016 — оценке Росстата на 1 января[3]
- 2021 — переписи на 1 октября[4]
- 2023 — оценке Росстата на 1 января[5]
- 2024 — оценке Росстата на 1 января[6]
- 2025 — оценке Росстата на 1 января[7]

Красным цветом выделены оккупированные города Украины, аннексия которых Россией в ходе Российско-украинской войны в 2014 и 2022 годах не была признана большей частью международного сообщества.
Бежевым цветом выделены города, не являющиеся столицами (административными центрами) субъектов Российской Федерации.
Жирным выделены центры федеральных округов Российской Федерации.